# Ixodes rugicollis
Ixodes rugicollis este o specie de căpușe din genul Ixodes, familia Ixodidae, descrisă de Schulze și Schlottke în anul 1930. Conform Catalogue of Life specia Ixodes rugicollis nu are subspecii cunoscute.